# 拉杰·库马尔·帕尔
拉杰·库马尔·帕尔（英語：Raj Kumar Pal，1998年5月1日—），印度男子曲棍球运动员，2021年亚洲曲棍球冠军杯铜牌得主、2022年亚洲杯男子曲棍球赛铜牌得主、2024年夏季奥林匹克运动会男子铜牌得主。